# 1731
Năm 1731 (số La Mã: MDCCXXXI) là một năm thường bắt đầu vào thứ hai  trong lịch Gregory (hoặc một năm thường bắt đầu vào thứ sáu của lịch Julius  chậm hơn 11 ngày).